# AlphaGraphics
A AlphaGraphics é uma franquia americana de comunicação impressa presente em 7 países e considerada uma das 500 melhores franquias nos EUA.
Sua operação no Brasil é a segunda maior do mundo e ela ocupa a primeira posição dentre as gráficas americanas instaladas no Brasil.

## História
A AlphaGraphics foi fundada em 1970 pelo empresário Rodger Ford em Tucson, Arizona. O sistema de franquias foi implementado 9 anos depois, em 1979.
Em 1984, a empresa se tornou a primeira rede a ter lojas de editoração gráfica. Ao final da década de 80, a AlphaGraphics foi a primeira franquia norte-americana de impressão a se expandir internacionalmente.
Na década de 1990, a empresa inaugurou sua primeira unidade no Brasil.
Em 2001, a AlphaGraphics foi adquirida pelo grupo britânico Pindar, empresa com 170 anos de existência e líder no mercado de mídia eletrônica. Ainda em 2001, a sede mundial da empresa se mudou para Salt Lake City, em Utah, nos Estados Unidos.
Em 2008, a operação brasileira passou a ser dirigida por Rodrigo Abreu, que assumiu como sócio-presidente da rede. Em 4 anos, as receitas chegaram a R$ 72 milhões, o que representou aproximadamente 9% do faturamento.
Em 2009, a AlphaGraphics lançou uma ferramenta gratuita chamada Agbook que possibilita que autores independentes editem e publiquem seus livros online, além de poderem sugerir seus preços de venda.
Em 2010, 17 unidades da rede adquiriram o certificado da organização não governamental Forest Stewardship Council (Conselho de Manejo Florestal), que garante o rastreamento dos produtos fabricados a partir da madeira. Em 2016, as unidades de Moema (SP) e Guanabara (RJ) também passaram a contar com o certificado FSC.
Dois anos depois, em 2012, o grupo de investidores Blackstreet Capital Partners II realiza a compra da AlphaGraphics. Em 2014, a companhia é adquirida também pela holding Western Capital Resourses. Como parte do acordo, Gay Burke, na época Presidente Executiva e Presidente Interina da AlphaGraphics, passou ser membro do conselho da Western Capital, juntamente com Lawrence S. Berger, Diretor Executivo da Blackstreet Capital Partners II.
A AlphaGraphics foi apoiadora da Virada Sustentável São Paulo 2016, maior evento de mobilização e educação para a sustentabilidade da América Latina. A rede forneceu materiais gráficos de menor impacto para o planeta como sinalizações, folders, cartões de visita, material impresso para pontos de ônibus e credenciais.
Até 2016, a rede mundial da AlphaGraphics é composta por mais de 280 unidades de negócios localizadas em 7 países, sendo 22 unidades instaladas no Brasil.

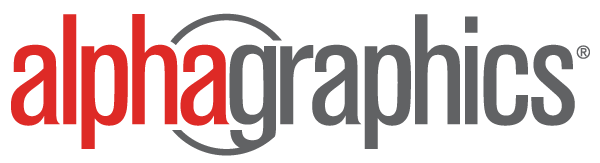

## Projetos sociais
- Doação de brinquedos: o projeto intitulado Onda do Bem foi maior ação social de Natal realizada pela empresa. O objetivo era arrecadar brinquedos entre as empresas parceiras envolvidas no projeto.[18] Em 2016, a campanha arrecadou 1600 unidades de brinquedos.[19]

- Cartões de Natal: criado em 2010, o projeto 2010 Nota 10 enviou aos clientes 500 kits personalizados contento 8 cartões cada com imagens de crianças que fazem parte dos programas da UNICEF. O projeto reverteu toda a renda dos custos de postagens para as obras da própria UNICEF.[20]

- Convenção Solidária: na convenção de 25 anos da rede, a AlphaGraphics incentivou clientes e parceiros a doarem 5 quilos de alimentos não perecíveis nas inscrições do evento. A iniciativa atraiu 250 inscritos e arrecadou 1,7 tonelada de produtos que foram entregues à SOBEI (Sociedade Beneficente Equilíbrio de Interlagos).[2]

- Incentivo à leitura: em 2015, a sede de São Paulo lançou um programa que fornecia uma biblioteca própria aos funcionários e onde, cada funcionário que lesse um livro sobre negócios, era remunerado com R$ 100. Para receber o valor, o funcionário deveria realizar uma apresentação aos seus colegas de trabalho sobre os conhecimentos adquiridos com o livro. A cada leitura de 12 publicações, era previsto ainda um prêmio adicional de R$ 600, totalizando R$ 1.800.[21]

- Doutores da Alegria: em parceria com a ONG Doutores da Alegria, a AlphaGraphics apoiou a campanha 2011 com Alegria. O foco da ação era divulgar o trabalho da ONG e arrecadar doações através do site dos Doutores da Alegria, onde era possível enviar cartões postais personalizados.[22]

- Incentivo ao esporte: a AlphaGraphics apoia o judoca brasileiro Leandro Guilheiro desde 2011, número 1 do ranking da Confederação Internacional de Judô (IJF). O apoio é através da mobilização da equipe para dar início a uma série de mensagens positivas ao atleta no Facebook além de verba de patrocínio, materiais esportivos e desenvolvimento de canais de comunicação digital.[23][24][25]

- Projeto CV na faixa: criado em 2016, o projeto apoiou desempregados em busca de uma colocação profissional por meio da impressão gratuita de currículos. Um site foi desenvolvido para upload e solicitação da impressão, e a retirada aconteceu nas unidades AlphaGraphics de São Paulo (Bela Vista, CENU/Brooklin, Chácara Santo Antônio, Jardins, Moema e Pinheiros), Brasília, Campinas, Guarulhos, Jundiaí, Rio de Janeiro (Leblon e Guanabara/Botafogo), São José dos Campos e Vitória.[26][27][28]

- Projeto Vida Corrida: criado em 1999, o projeto visa incentivar a prática da corrida de rua aos moradores de comunidades carentes. Em 2016, a AlphaGraphics entrou como parceira do projeto e doou mais de 800 agasalhos e cobertores arrecadados na Campanha do Agasalho que realizou no mesmo ano. A ação foi provida nas unidades Brooklin/CENU, Faria Lima, Jardins e Moema, na capital de São Paulo, além das unidades das cidades de Campinas e Guarulhos.[29][30]

- Coleção de livros infantis: em parceria com a empresa Estante Mágica e o Instituto Adus (Instituto de Reintegração do Refugiado), a Alphagraphics lançou em 2018, uma coleção de 22 livros infantis escritos e ilustrados por crianças refugiadas vivendo na cidade de São Paulo. Os livros foram resultado de uma oficina realizada no ano anterior na qual as crianças foram incentivadas a falar sobre seus sonhos. [31][32][33]

## Prêmios e reconhecimentos
- 2020: PEGN: Melhores Franquias do Brasil 2020
- 2020: SEF - Selo de Excelência em Franchising ABF
- 2019: SEF - Selo de Excelência em Franchising ABF
- 2018: SEF - Selo de Excelência em Franchising ABF[34][35]
- 2017: SEF - Selo de Excelência em Franchising ABF[35][34]
- 2016: 15º Prêmio Graphprint de Melhor Gráfica Digital[36]
- 2016: Selo ABF Excelência em Franchising[37]
- 2015: Selo ABF Excelência em Franchising[38]
- 2015: TOP 25 de Engajamento do Franchising Brasileiro[39]
- 2014: Top 3 - Inovação no Franchising[40]
- 2014: Publish Magazine Award - Best in Digital Printing[41]
- 2014: Selo de Excelência em Franchising - Associação Brasileira de Franchising (ABF)[42]
- 2013: Melhores Fornecedores da Indústria da Comunicação - Revista Negócios da Comunicação[43]
- 2013: Prêmio Publish Top 10 melhores empresas da indústria gráfica[44]
- 2013: SEF - Selo de Excelência em Franchising ABF[35][34]
- 2012: Top 10 para Designers e Agências - Prêmio Publish[45]
- 2012: Prêmio ABEMD de Marketing Direto - CRM/Database com campanha de comunicação B2B e B2C - case "Eliminação do Segurês - One to One"[46]
- 2012: Prêmio Top Suppliers - Melhores fornecedores da Indústria Farmacêutica - Categoria Gráficas[47]
- 2012: Prêmio Graphprint - Melhor Gráfica Digital[48]
- 2012: Melhores Fornecedores da Indústria da Comunicação - Revista Negócios da Comunicação[49]
- 2012: SEF - Selo de Excelência em Franchising ABF[35][34]
- 2011: Melhor Gráfica Digital - Prêmio Graphprint[50]
- 2011: SEF - Selo de Excelência em Franchising ABF[51]
- 2011: Prêmio Top Suppliers - Melhores Fornecedores da Indústria Farmacêutica - Categoria Gráficas[52]
- 2010: Prêmio Top Suppliers - Melhores Fornecedores da Indústria Farmacêutica - Categoria Gráficas[53]
- 2010: Prêmio Graphprint - Melhor Gráfica Digital[48]
- 2009: SEF - Selo de Excelência em Franchising ABF[54]
- 2009: Prêmio ABEMD de Marketing Direto - Geração de Leads B2B pelo case Aqui tem Skol Litrão[55]
- 2009: Prêmio Top Suppliers - Melhores Fornecedores da Indústria Farmacêutica - Categoria Gráficas[53]
- 2008: SEF - Selo de Excelência em Franchising ABF[56]
- 2007: Melhor Franquia de serviços Gerais do Brasil - Revista PEGN[57]

## Ligações Externas
- Site AlphaGraphics